# Seredzice
Seredzice – wieś w Polsce położona w województwie mazowieckim, w powiecie radomskim, w gminie Iłża. Ma status sołectwa.
W skład sołectwa Seredzice wchodzi także wieś Seredzice-Zawodzie oraz część wsi Michałów od nr 15 do 26.
W latach 1975–1998 miejscowość administracyjnie należała do województwa radomskiego.

## Położenie
W latach 1975–1998 administracyjnie należały do województwa radomskiego.
Miejscowość leży na Przegórzu Iłżeckim. Przez wieś przepływają Iłżanka i Małyszyniec.
W 2020 rozpoczęły się konsultacje społeczne w sprawie przyłączenia wsi do gminy Mirzec w województwie świętokrzyskim.

## Demografia
Według danych Narodowego Spisu Powszechnego Ludności i Mieszkań z 2011 roku w Seredzicach mieszkało 971 osób, z których 50,8% stanowiły kobiety. W miejscowości mieszkało 6,8% mieszkańców gminy Iłża.

## Religia
Miejscowość jest siedzibą rzymskokatolickiej parafii pw. Miłosierdzia Bożego, erygowanej w 1988 przez bp. Edwarda Materskiego. W latach 1984–89 wybudowany został ceglany kościół parafialny według projektu architekta Andrzeja Wyszyńskiego.

## Osoby związane z Seredzicami
- Józef Stański (ur. 23 września 1927 w Seredzicach, zm. 26 listopada 2018) – polski działacz rolniczy, partyjny i państwowy, wojewoda kielecki (1975–1980).